# Redline (игра, 1999)
Redline или Redline — Gang Warfare: 2066 — компьютерная игра жанре гонок на выживание и шутера от первого лица. Разработана компанией Beyond Games и издана Accolade, Ink в марте 1999 года. В России официально не издавалась, но были сделаны два разных перевода от пиратских студий «Фаргус» и «7Wolf». В 2014 году была перевыпущена в Steam и GOG.com.

## Геймплей
Игровой процесс представляет собой смесь Carmageddon и Quake 2. Игрок может управлять различными машинами, каждая из которых имеет уникальные характеристики и набор вооружения. Также у него есть возможность выйти из машины для передвижения пешком в режиме вида от первого лица. Игрок носит с собой универсальную пушку, способную трансформироваться для стрельбы различными видами боеприпасов В ходе одиночной кампании игрок проходит уровни, на каждом из которых ему необходимо выполнить несколько заданий.
В Redline присутствует многопользовательская игра, в которой есть набор арен, где игроки могут соревноваться в различных режимах.

## Критика
| Сводный рейтинг       | Сводный рейтинг |
| Агрегатор             | Оценка          |
| --------------------- | --------------- |
| GameRankings          | 66,82 %         |
| Иноязычные издания    |                 |
| Издание               | Оценка          |
| IGN                   | 7,1/10          |
| Русскоязычные издания |                 |
| Издание               | Оценка          |
| «Игромания»           | 8,2/10          |

Журнал IGN высказал неоднозначное мнение по игре: с одной стороны, критике подверглось неудобное управление и плохое озвучивание персонажей, с другой стороны, отмечалась отличная графика, неплохие звуковые эффекты и многопользовательский режим.